# Ammar al-Hakim
Sayeed Ammar al-Hakim (ur. 1971 w Nadżafie), iracki polityk, były wiceprzewodniczący i od 27 sierpnia 2009 przewodniczący Najwyższej Rady Islamskiej w Iraku (ISCI, Islamic Supreme Council of Iraq), szyickiej partii politycznej. 

## Życiorys
Ammar al-Hakim urodził się w 1971 w mieście An-Nadżaf w Iraku. Jest synem Abd al-Aziza al-Hakima, szyickiego przywódcy duchownego i lidera ISCI w latach 2003-2009. W 1979, z obawy przed represjami reżimu Saddama Husajna, wraz z ojcem opuścił Irak i udał się do sąsiedniego Iranu. W ojczyźnie państwowe władze straciły 7 jego wujów i w sumie 62 krewnych. 
Al-Hakim ukończył studia w prywatnych szkołach w Teheranie, gdzie mieszkał po wyjeździe z Iraku. Ukończył studia na Uniwersytecie Islamsko-Arabskim w Qom, na którym studiował wiedzę o islamie (prawo islamskie, filozofia, logika, interpretacja Koranu). Następnie przez kilka lat wykładał na tej uczelni język arabski, prawo, logikę i filozofię. 
Al-Hakim nadzorował tworzenie wielu organizacji naukowych i kulturalnych na wychodźstwie. Jedną z nich był House of Wisdom for Islamic Science (Dom Mądrości Nauki Islamskiej), zajmujący się krzewieniem nauki o islamie. W 2003, wraz z wujem ajatollahem Muhammadem Bakirem al-Hakimem założył Al-Hakim Foundation, fundację zajmującą się pomocą humanitarną, promocją praw człowieka i dialogu między religiami a także rozwojem oświaty i kultury. Fundacja posiada status konsultacyjny przy Radzie Gospodarczej i Społecznej ONZ. 
Al-Hakim był specjalnym przedstawicielem wuja w czasie wielu wydarzeń i uroczystości politycznych i religijnych. Uczestniczył w konferencjach w licznych międzynarodowych. Po obaleniu Sadama Husajna wszedł w skład Centralnej Szury Najwyższej Rady Islamskiej w Iraku (ISCI] oraz został jej wiceprzewodniczącym. 14-krotnie był obiektem prób zamachu ze strony organizacji terrorystycznych, w tym Al-Kaidy.
Po śmierci swojego ojca 26 sierpnia 2009, Ammar al-Hakim był wymieniany jako jego potencjalny następca i nowy lider ISCI. 27 sierpnia 2009 został mianowany tymczasowym przewodniczącym partii.